# Forêt d'Ebo
La forêt d'Ebo — parfois Ebo Forest Proposed National Park — est un vaste espace boisé du Cameroun, principalement situé dans la région du Littoral.

## Histoire

### Situation
Une quarantaine de communautés, souvent pauvres ou très pauvres, vivent aujourd'hui autour de cette forêt, dont l'ethnie des Banens qui — rappelle Victor Yetina (chef du village de Ndik Bassogog, et se présentant comme porte-parole des Banens qui y habitent) — ont été « dépossédés » de ces territoires « dans les années soixante, lors des luttes pour l’indépendance du Cameroun sous le gouvernement du président Ahmadou Ahidjo qui de 1960 à 1965 après les indépendances a décidé de vider cette forêt de ses habitants pour sécuriser ce territoire contre les maquisards qui pouvaient s'y cacher, « Depuis ce temps-là, nous n’avons pas eu le droit de revenir dans la forêt, la nature a recouvert nos villages en son centre, nos cimetières et nos plantations », explique-t-il. « Nous ne voulions pas que l’État s'approprie le foncier ».

## Géographie

### Localisation
Située en partie dans la région du Littoral et en partie dans la région voisine du Centre (Départements du Nkam, de la Sanaga Maritime et du Mbam&Inoubou, Arrondissements de Yingui, de Ngambé et de Ndikiniméki).

### Superficie
Cette forêt couvre une superficie d'environ 1 500 km2.
Mi 2020, il ne fait pas l'objet d'une protection par l'État, bien qu'écosystème forestier considéré comme le plus intact et le plus important du Golfe de Guinée, qui est lui même un des points chauds mondiaux de biodiversité selon Morgan & al. en 2011.
Birdlife international ajoute qu’avec ses environ 1400 km2 (141 706 hectares selon le gouvernement) c’est le plus grand massif naturel boisé non-fragmenté de l’une des 37 zone-clé de biodiversité du Cameroun, celle de Yabassi (zone, en 2020 non officiellement protégée, qui associe la forêt d’Ebo à celles de Makombe (600 km2) et de Ndokbou (1000 km2).

## Faune et flore

### Intérêt écologique

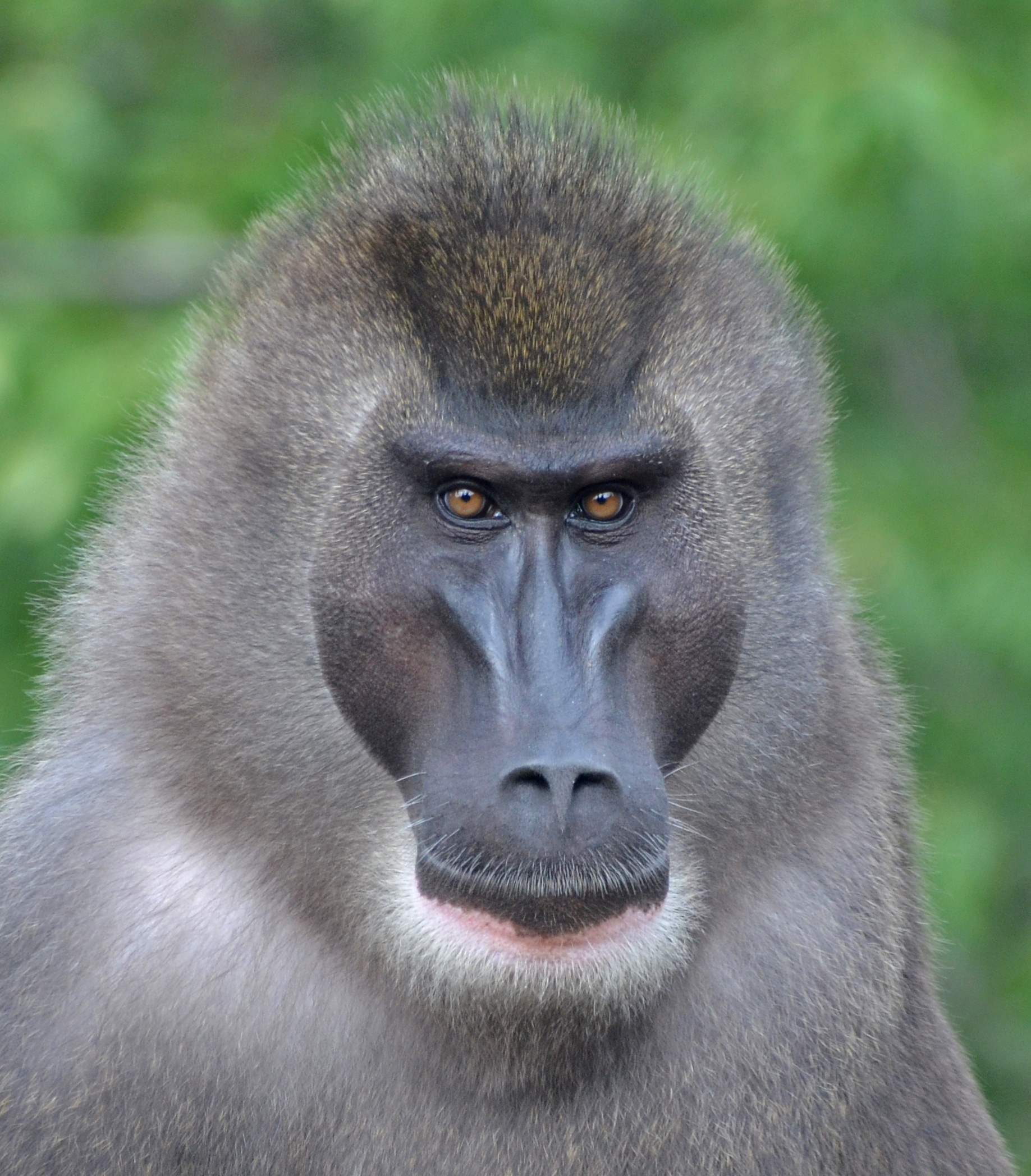
Drill (Mandrillus leucophaeus), l'une des espèces rares et en danger de la forêt d'Ebo

Remarquable par sa biodiversité, elle abrite notamment d'importantes populations de grands singes (chimpanzés (pour lesquelles les éthologiques ont constaté, que les individus utilisent des bâtons pour « pêcher » les termites, et des pierres en quartz en forme de marteau, ainsi que des « massues » de bois comme casse-noix. La forêt d'Ebo serait la seule au monde où « la même population de grands singes présente les deux comportements »), 
On y trouve aussi des gorilles, également des colobes roux du Cameroun, des drills et de nombreuses espèces rares et/ou menacées d'extinction. Les grands singes sont aussi dans cette région parfois victimes de la zoonose qu'est la maladie d'Ebola.
La forêt d'Ebo abrite l'une des plus grandes populations au monde de Drills, et sans doute celle qui a le plus de chances de survie à long terme (tant que la forêt n'est pas exploitée, ou désenclavée et alors accessibles aux braconniers)
L'Éléphant de forêt, le Perroquet gris, le Picatharte du Cameroun, des drills (l'une des plus grandes populations au monde, probablement dotée des meilleures chances de survie sur le long terme). Ces espèces et bien d'autres, dans la forêt d’Ebo dépendent totalement du caractère naturel et forestier du massif, encore exceptionnellement peu fragmenté. Un grand nombre de ces espèces figurent dans la liste rouge de l'UICN des espèces menacés et en danger d’extinction.
De nouvelles espèces ou sous-espèce peuvent encore y être découvertes, y compris pour de grands vertébrés : ainsi une petite population relique de gorilles y a été découverte en 2002 ; cette sous-population de Gorilles dont le statut taxonomique est encore à l'étude pourrait être une nouvelle (et 5ème) sous-espèce de Gorille (3ème sous-espèces pour le Cameroun).
On y trouve également plusieurs espèces de plantes endémiques ou rares, dont certaines portent son nom, telles que Gilbertiodendron ebo ou Talbotiella ebo.

## Gestion

### Menaces
Cette biodiversité est menacée par la chasse (viande de brousse), le braconnage et la déforestation ou d'autres types de conversion des forêts (phénomène de plus en plus fréquent en forêt tropicale et équatoriale, africaine notamment,), et pour cette forêt en particulier, notamment depuis l'implantation d'une société productrice d’huile de palme, sur une superficie de 123 000 hectares, à proximité de la forêt.

### Projet de statut de protection
Des démarches étaient en cours pour l'obtention du statut de parc national, soutenues par le Ebo Forest Research Project (EFRP, créé en 2005). Le Gouvernement et certains acteurs de la conservation s'étaient engagés en 2006 à classer cette zone en parc national ; projet ensuite perpétuellement repoussé puis abandonné en 2012, selon le MINFOF « à cause de la non adhésion d’une grande partie de la population au projet de création du Parc, en dépit des campagnes massives de sensibilisation menées sur le terrain avec l’appui des partenaires actifs dans la conservation »,, mais ajoutait le ministre : « Le WWF et WCS y conduisent des activités de recherche sur certaines espèces emblématiques comme les éléphants, le Cross river gorilla et les chimpanzés ».
Puis, au contraire, le gouvernement a décidé, le 4 février 2020, d’ouvrir le massif aux exploitants forestiers (total de 64 835 hectares ouverts à la coupe, avec « une portion résiduelle de superficie de plus de 10 000 hectares localisée dans le Département du Mbam et Inoubou, reliée aux différentes enclaves par des corridors de migrations des animaux sauvages ») ...alors qu'il existait déjà début 2020 103 unités Forestières d'aménagement au Cameroun, dont 68 opérationnelles depuis 2001  ; et sachant que le Cameroun a encore perdu 4.3% de sa couverture végétale (selon Global Forest Watch)
Le décret (avis No 0011/AP/MINFOF/DF/SDIAF/SC, du 4 février 2020, signé par Jules Doret Ndongo, ministre chargé des forêts et de la faune) n’a été rendu public que le 9 mars 2020 avec la publication de deux avis publics de création de nouvelles concessions d’exploitation forestière en forêt d’Ebo (Unités foncières d’aménagement forestier ou UFA, établies pour au moins 30 ans), suivis, dès le 10 mars de la mise en place de réunions visant à convaincre les populations proches ou concernées des bénéfices espérés de ces mises en exploitation.
Des organisations de la société civile (EBO FOREST RESEARCH PROJECT, SEKAKOH et COMAID toutes appuyées par le PPI) ont demandé (28 avril 2020) au gouvernement camerounais, la suspension du projet d’exploitation forestière de la forêt d’Ebo, au profit d’une invitation des parties prenantes (communautés locales et vivant autour de la forêt incluses) à créer un plan d’aménagement du territoire inclusif et multisectoriel. Cette demande a été cosignée par plus de 60 écologistes et écologues camerounais et étrangers, et notamment par le président du GSP (Groupe de Spécialistes des Primates de l’UICN). Cette demande a été suivie d’une pétition internationale, par exemple signée par Leonardo DiCaprio demandant un classement du massif en zone protégée (Parc national).
le 13 juin 2020, des représentants (élite) des Banens de 7 cantons ont exprimé publiquement leurs doléances, souhaitant être associées, en amont, à la définition du cahier des charges de l'exploitation, et ils ont ensuite remercié le gouvernement pour le classement en Unité d'aménagement, espérant pouvoir rentrer sur leurs anciens territoires ; alors que d'autres parties prenantes s'opposaient à l'exploitation forestière de ce territoire et s'organisaient pour protéger le territoire des gorilles.
Le 14 juillet 2020 un décret porte « classement au domaine privé de l’Etat, en tant que forêt de production » d’une « portion de forêt de 68 385 hectares, constituée en unité forestière d’aménagement dénommée UFA 07 006, située dans les départements du Nkam et de la Sanaga Maritime, région du Littoral ».
À la suite de nombreuses pétitions et protestations, l'administration camerounaise retire le décret de février 2020 légalisant la mise en exploitation de plus de 68 000 hectares de cette forêt,.
« La préservation des espèces n’est pas possible avec des tronçonneuses, la forêt Ebo sera protégée seulement si l’exploitation du bois est interdite » rappelait Sylvie Djacbou (de Green Peace Africa qui a déclaré rester « vigilante », malgré l’annulation du décret).